# Dirk II. Brederodski
Dirk II. Brederodski (* ok. 1256 v Santpoortu, † 16. december 1318 v  Rheimsu) je bil  je bil holandski plemič - gospod Brederodski. Umrl je na svoji poti nazaj iz romanja v Palestino. 

## Življenjepis
Bil je sin Viljema I. Brederodskega  in Hildegonde Voorneške. Njegov vzdevek je bil »Dobri«. Dirk II. Brederodski je postal kot gospod Brederodski leta 1285, nato ga je grof imenoval za sodnega izvršitelja v Kennemerlandu. Leta 1290 je bil posvečen v viteza. Istega leta je poročil Marijo Leško (Lecke), hčerko Henrika II. Leškega in Jute Borselenske. 
Dirk II. Brederodski se je leta 1288 s floto ladjevja udeležil vojaškega pohoda proti Friziji pod poveljstvom grofa  Florisa V.. Istega leta je v Utrecht vodil vojsko, ki jo je poslal holandski grof, da bi zaprli gospode Amstelske in Woerdenske.
Dirk II. Brederodski je umrl ob vračanju iz romanja v Sveto deželo, ko je zbolel in umrl v Rheimsu. Pokopan je v Dominikanski cerkvi v Rheimsu.

## Družina in otroci
Dirk se je leta 1285 poročil s Marijo Leško (Lecke) (c. 1272 – 1307); v njunem zakonu so se rodili vsaj štirje otroci:
- Katarina Brederodska (ok. 1302 – 1372), poročena Ivan I., gospod Polanenski
- Viljem Brederodski (c. 1287 – 1316), Viljem je umrl dve leti pred svojim očetom, kar je imelo za posledico, da je njegov sin  Dirk III. Brederodski leta 1345 nasledil položaj gospoda Brederodskega.
- Juta Brederodska (c. 1298 – 1346)
- Elizabeta Brederodska – nuna v opatiji Opatija Rijnsburg